# Törpegém
A törpegém, más néven pocgém (Ixobrychus minutus) a madarak (Aves) osztályának gödényalakúak (Pelecaniformes) rendjébe, ezen belül a gémfélék (Ardeidae) családjába és a bölömbikaformák (Botaurinae) alcsaládjába tartozó kisméretű gázlómadár, Európa legkisebb gémféléje.

## Előfordulása
Költőterülete Európa és Nyugat-Ázsia meleg és mérsékelt éghajlatú vidékein terül el.

## Alfajai
- Ixobrychus minutus minutus (Linnaeus, 1766) – Európa, Ázsia és Észak-Afrika, telelni Dél-Ázsiába és Afrikába jár;
- Ixobrychus minutus payesii (Hartlaub, 1858) – Afrika, a Szaharától délre, állandó madár;
- Ixobrychus minutus podiceps (Bonaparte, 1855) – Madagaszkár, állandó madár;
- Ixobrychus minutus dubius (Matthews, 1912) – Ausztrália, Új-Guinea, állandó madár; manapság önálló fajként tekintik, Ixobrychus dubius Mathews, 1912  néven

A mára már kihalt Új-zélandi törpegémet (Ixobrychus novaezelandiae) is olykor ennek a fajnak az alfajai közé sorolják, a kutatók többsége szerint viszont teljesen különálló faj volt.

## Megjelenése
Hossza mintegy 33–38 centiméter, szárnyfesztávolsága az 52–58 centimétert is eléri. Tömege 120–150 gramm között mozog.
A törpegém egyik jellegzetessége kis mérete mellett, hogy az európai régió és a Mediterráneum egyetlen olyan gémféléje, amely nagyobb világos szárnyfolttal rendelkezik. Hímje feltűnő fekete-fehér/krémszínű, hasa világos, szürkés csíkokkal, feje teteje és háta sötét. A tojó jóval tompább színezetű, barnásabb, hasán pedig markánsabb a csíkozás. A fiatal egyedek inkább a tojóhoz hasonló rejtőszínűek, ám a hátuk is csíkos.

## Életmódja

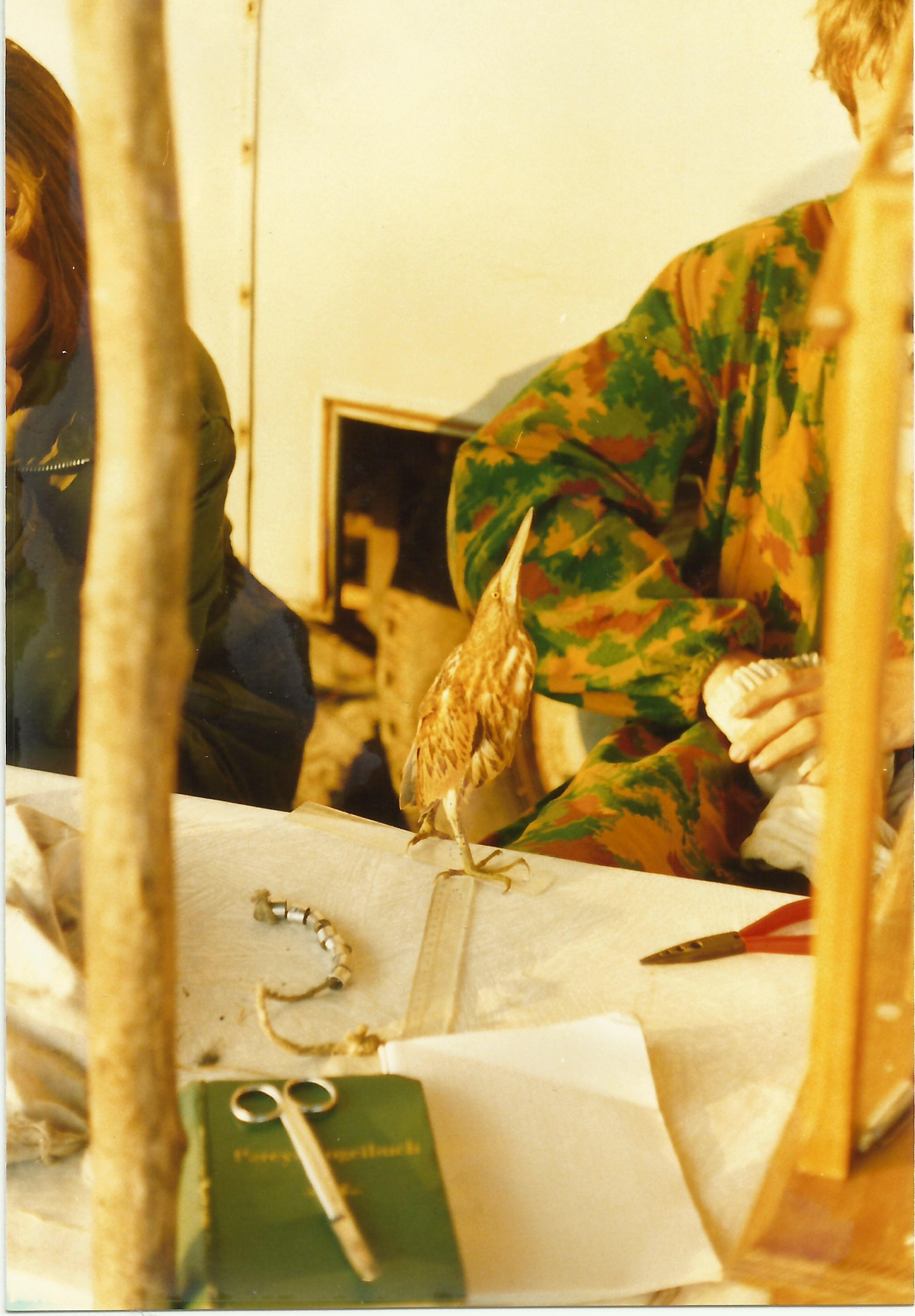
Gyűrűzés után elengedett példány álldogál a gyűrűzőasztalon Fenékpusztán

A törpegém sűrű nádasokban, mocsarakban, vízpartokon éli bújkáló életét. A bölömbikához hasonlóan nem alkot fészkelőtelepeket. Kis tömege lehetővé teszi, hogy nádszálakon kapaszkodjon meg, innen les zsákmányra. Táplálékát kisebb halak, gőték, békák, ízeltlábúak alkotják.
Veszély esetén „cövekel”, azaz nyakát és fejét az ég felé nyújtja, és mozdulatlanná dermed. Ez a megmerevedési ösztön sokszor akkor is úrrá lesz a faj egyedein, ha például madárgyűrűzés során kerülnek kézre: ha hálózással vagy más eszközzel befogott törpegémet a meggyűrűzését követően a talpára állítják a gyűrűzőasztalon vagy a gyűrűzőállomás más pontján, gyakran előfordul, hogy – a legtöbb másik madárfajjal ellentétben – nem repül el, hanem nádszállá merevedik, hogy megpróbáljon láthatatlanná válni.
Riasztóhangja „get”/„gek”, repülés közben „kir” kiáltást hallat, míg költési időszakban a bölömbikához hasonlóan mély, messzehangzó, brummogó hangot ad.
A törpegém vonuló madár, Magyarországról szeptemberben indul Dél-Afrikába, ahonnan csak májusban tér vissza.

## Szaporodása

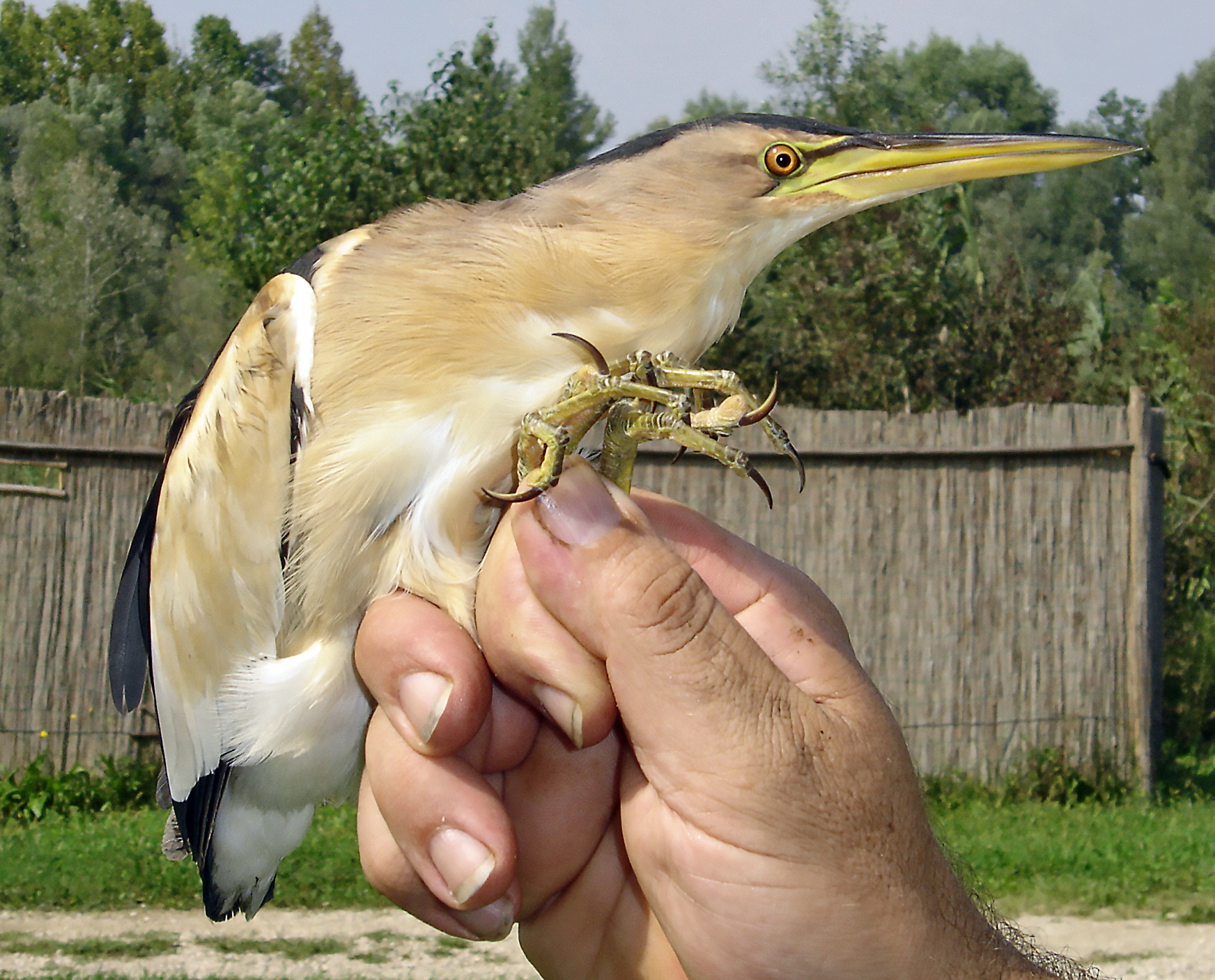
Hím törpegém

A törpegém nem fészkelőtelepeken költ, hanem a nádasban alkotja meg nádszálakból, nádlevelekből álló, csésze alakú fészkét, melynek helyét a hím választja meg. Évente csak egyszer költ, 5-7 tojást rak. A költés 17-19 napig tart. A fiókák fészeklakók, a kirepülés 25-30 nap után következik be, addig mindkét szülő részt vesz a táplálásukban.

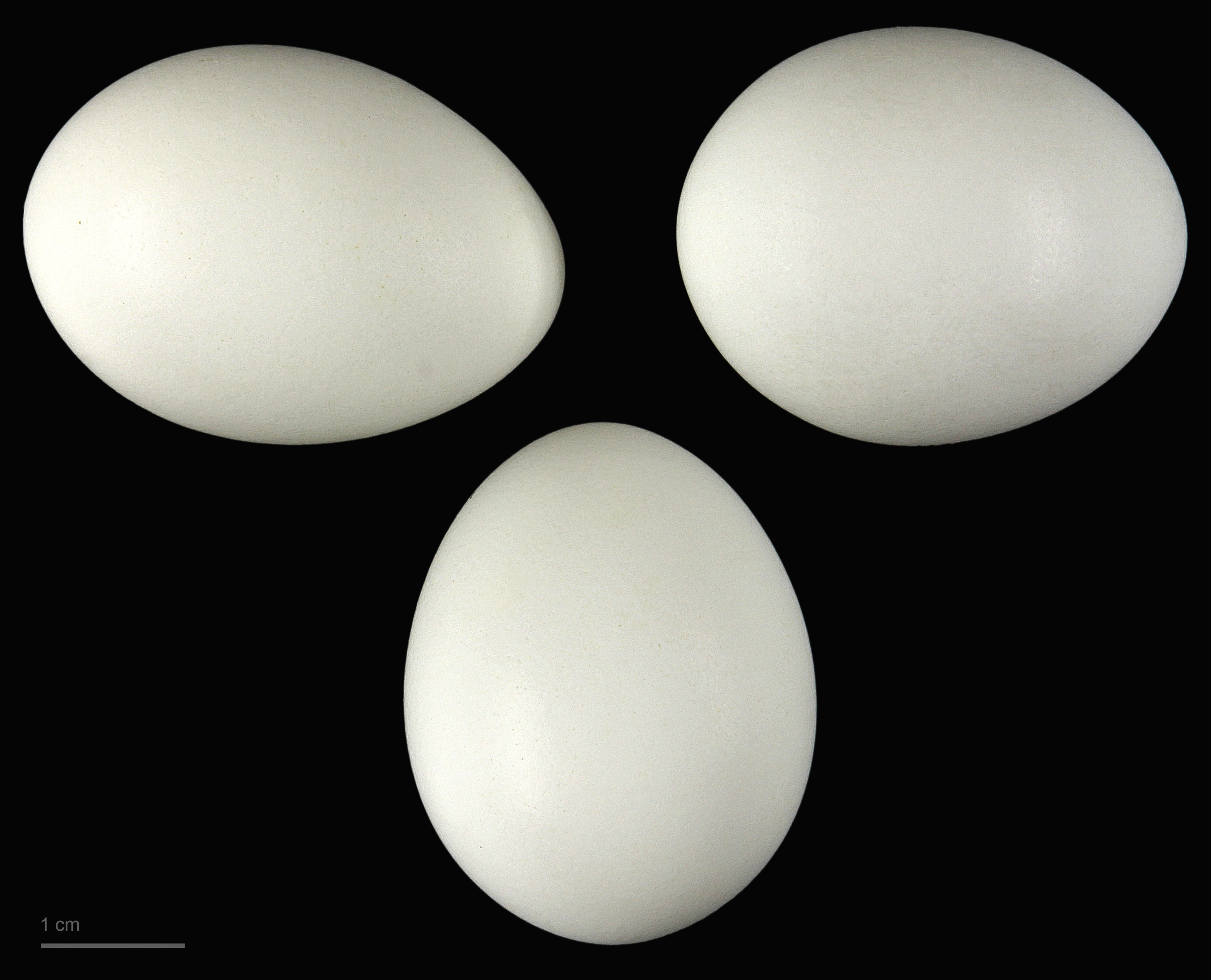
Ixobrychus minutus

## Kárpát-medencei előfordulása
A törpegémek magyarországi állománya stabil, 4000-6000 költő pár közé tehető. Elsősorban a Tisza-tó, a Fertő, a Balaton, a Kis-Balaton és a Tisza, valamint az Alföld és a Duna–Tisza köze vizei mentén fordul elő. Az állomány az Északi-középhegységben és a Dunántúl egyes vidékein a legritkásabb.

## Védettsége
Bár Magyarországon az állomány stabil, a törpegém fokozott védettséget élvez, természetvédelmi értéke 100 000 forint. Európai léptékben azonban sebezhető a faj, SPEC értékelése 3-as (az európai állomány kedvezőtlen státusban van, de a teljes állomány zöme nem Európában fordul elő).